# A (парусна яхта)
A — 143-метровий і найбільший у світі мотосейлер. Вітрильна яхта була спущена на воду у 2017 році. Належить російському підприємцю Андрію Мельниченку. Яхта отримала ту саму назву, що й перша моторна яхта Мельниченка, спущена на воду у 2008 році і також спроектована Филипом Старком. За даними ЗМІ, судно могло коштувати 417 млн євро.

## Історія
Будівництво яхти почалося у квітні 2015 на верфі Nobiskrug у німецькому Кілі. У жовтні 2016 року судно пройшло перші випробування на морі. У лютому 2017 року спорудження судна було завершено, після чого вона пішла до берегів Іспанії для морських випробувань та фінішного оздоблення на верфях компанії Navantia. Відразу після спуску на воду в ЗМІ обговорювали, чи зможе судно вийти з Балтійського моря в Північне, тому що під Ересунським мостом через щогли не пройти, а тунель під протокою Дрогден в Ересунні допускає прохід суден з осадкою 8,3 м. Суднобудівник у відповідь зазначав, що яхта спочатку проектувалося так, щоб пройти через протоку і що її осадка при невеликому завантаженні становить 7,5 м. Яхта успішно пройшла протоку, але на шляху до Середземного моря влада Гібралтару на тиждень заарештувала її як забезпечувальний захід на вимогу суднобудівника. Nobiskrug вимагала із замовника виплат прострочених платежів загалом на 15,3 мільйона євро. Загальна вартість проекту, за даними ЗМІ, могла становити 417 млн євро.
Яхта була арештована італійською владою 12 березня 2022 року в порту Трієста через санкції ЄС та інших країн, запроваджені проти низки російських бізнесменів через війну в Україні.

## Технічні характеристики
Довжина восьмипалубного судна — 142,8 м, ширина — 25 м, тоннаж — 12 700 т. У вітрильника сталевий корпус та композитна надбудова. Екстер'єр та інтер'єр яхти знову розробляв дизайнер Філіп Старк. За оснащення та кіль нової яхти відповідала нідерландська суднобудівна компанія Dykstra Naval Architects. Британська фірма Magma Structures на Трафальгарській верфи в Портсмуті створила з вуглецевого волокна три монолітні щогли, що обертаються, висотою близько 90 метрів. Все вітрильне озброєння судна створила компанія зі США Doyle Sails: вітрила площею 3747 м² ставляться, забираються та управляються автоматично. Палуби покриті тиком, на судні встановлене одне з найбільших гнутих стекол у світі — площа двотонного листа становить 58,8 м2.
Гібридну силову установку складають два дизельні двигуни MTU 20V 4000 ML73 по 3600 кВт (4895 к. с.) і два електродвигуни по 4300 кВт. З ними яхта розвиває крейсерську швидкість 16 вузлів (30 км/год) і максимальну — 21 вузол (39 км/год). Максимальна дальність на крейсерській швидкості становить 5320 морських миль (9850 км).
Обсяг приміщень судна — 12600 БРТ, що у 4,6 разів перевищує обсяги другої після «А» вітрильної яхти за величиною — Project Solar. Яхта може прийняти 20 гостей, обслуговується командою з 54 осіб.

На борту є великий басейн, гараж для автомобілів та тендерів, гелікоптер, місце для зберігання міні-субмарини. На нижньому поверсі розташоване обсерваційне приміщення, з якого можна спостерігати за морським життям через скло площею 17,9 м2.

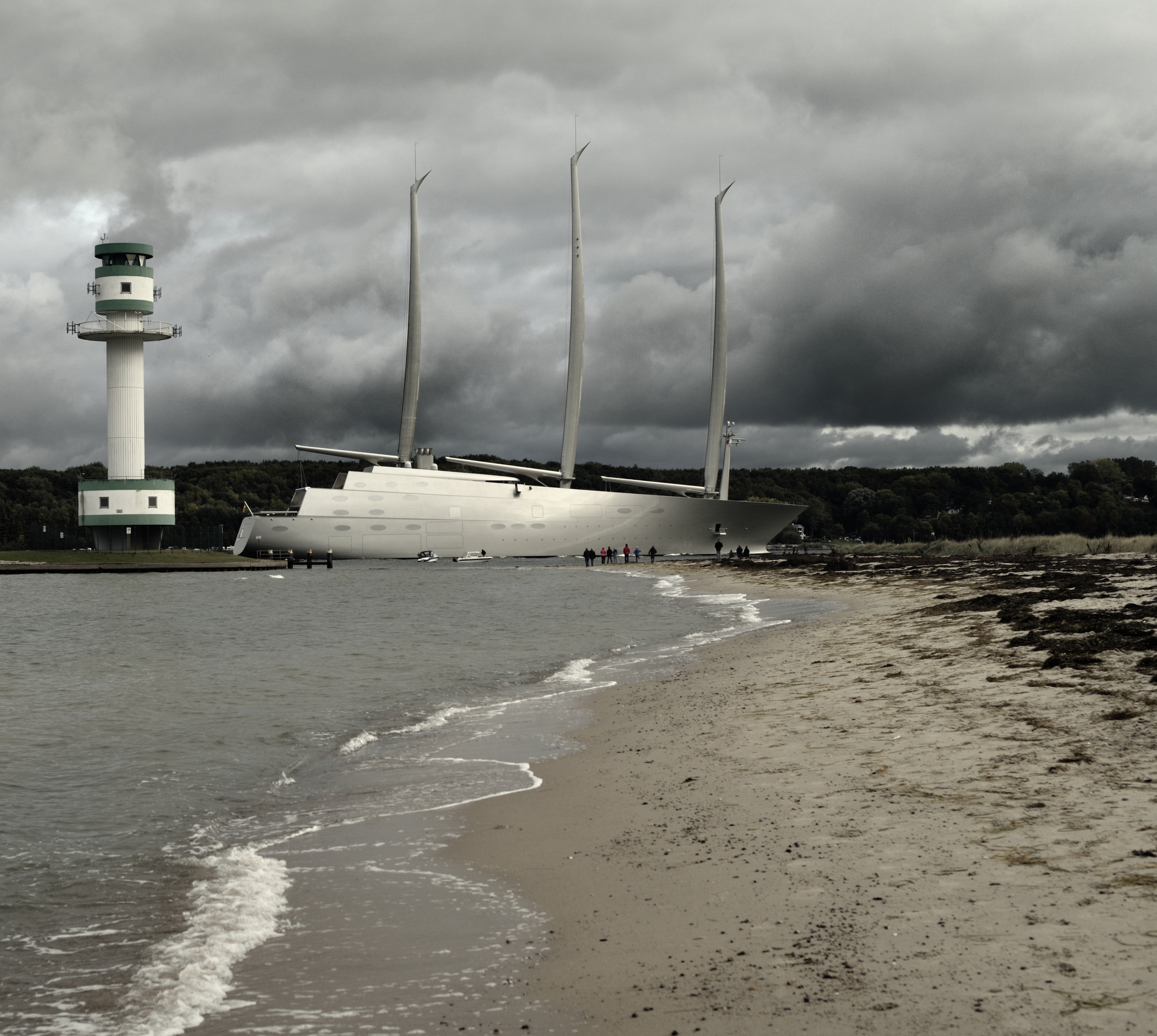
Перший вихід із доку 4 жовтня 2016
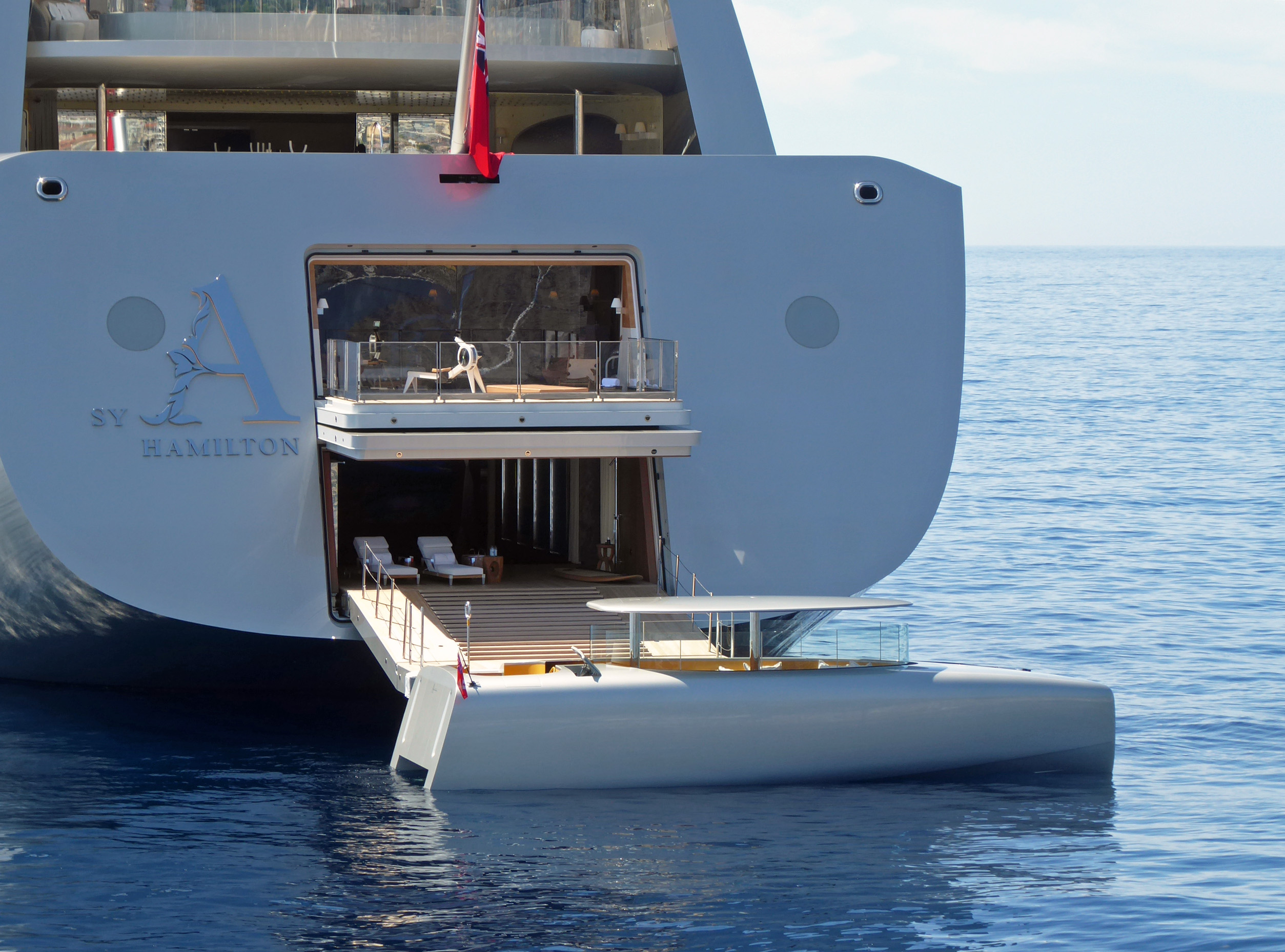
Корма яхти. Монако, 2018
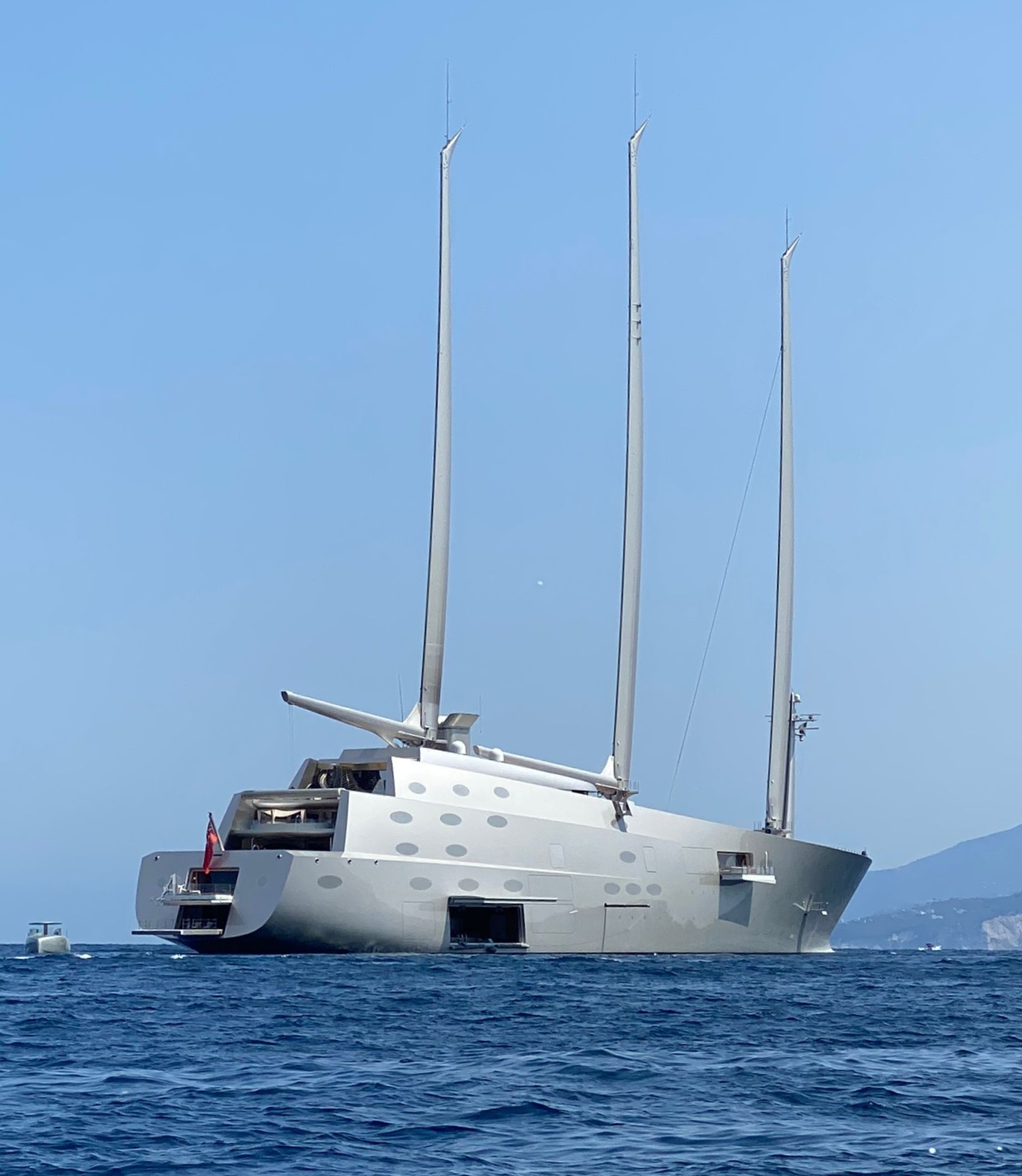
Біля Неаполя, серпень 2021